# Grammy Award for Best Country & Western Recording
Der Grammy Award for Best Country & Western Recording, auf Deutsch „Grammy-Auszeichnung für die beste Country- und Westernaufnahme“, ist ein Musikpreis, der von 1959 bis 1968 von der amerikanischen Recording Academy im Bereich der Country-Musik verliehen wurde.

## Geschichte und Hintergrund
Die seit 1959 verliehenen Grammy Awards werden jährlich in zahlreichen Kategorien von der Recording Academy in den Vereinigten Staaten vergeben, um künstlerische Leistung, technische Kompetenz und hervorragende Gesamtleistung ohne Rücksicht auf die Album-Verkäufe oder Chart-Position zu würdigen.
Eine dieser Kategorien war der Grammy Award for Best Country & Western Recording. Der Preis wurde von 1959 bis 1968 vergeben. Von 1959 bis 1961 hieß die Auszeichnung zunächst Grammy Award for Best Country & Western Performance, von 1965 bis 1966 hatte sie sich Grammy Award for Best Country & Western Single. Die Auszeichnung war von 1959 bis 1964 die einzige Grammy-Kategorie im Bereich der Country-Musik.

## Gewinner und Nominierte
| Jahr | Gewinner                             | Nationalität       | Werk                      | Nominierte | Bild des/der Gewinner(s) |
| ---- | ------------------------------------ | ------------------ | ------------------------- | ---------- | ------------------------ |
| 1959 | The Kingston Trio                    | Vereinigte Staaten | Tom Dooley                |            |                          |
| 1960 | Johnny Horton                        | Vereinigte Staaten | The Battle of New Orleans |            |                          |
| 1961 | Marty Robbins                        | Vereinigte Staaten | El Paso                   |            |                          |
| 1962 | Jimmy Dean                           | Vereinigte Staaten | Big Bad John              |            |                          |
| 1963 | Burl Ives                            | Vereinigte Staaten | Funny Way of Laughin’     |            |                          |
| 1964 | Bobby Bare                           | Vereinigte Staaten | Detroit City              |            |                          |
| 1965 | Roger Miller                         | Vereinigte Staaten | Dang Me                   |            |                          |
| 1966 | Roger Miller                         | Vereinigte Staaten | King of the Road          |            |                          |
| 1967 | David Houston                        | Vereinigte Staaten | Almost Persuaded          |            |                          |
| 1968 | Glen Campbell Al De Lory (Produzent) | Vereinigte Staaten | Gentle on My Mind         |            |                          |